# Pseudogobiopsis
Pseudogobiopsis — рід риб родини Оксудеркових (Oxudercidae). Розповсюджені в Південно-Східній Азії: Малайзія, Таїланд, Індонезія.

## Види
Містить чотири валідних види:
- Pseudogobiopsis festivus
- Pseudogobiopsis oligactis
- Pseudogobiopsis paludosus
- Pseudogobiopsis tigrellus